# Premios Iris (Uruguay)
Los  Premios Iris son galardones creados y organizados por el Diario El País y difundidos por el suplemento de espectáculos Sábado show, que premian anualmente a lo mejor de la televisión, la radio y el cine en Uruguay. La estatuilla dorada simboliza a una figura humana sosteniendo un ojo con el iris cuadrado, representando a una pantalla.
Fueron entregados por primera vez en 1983 y retomados en 1995. La ceremonia, que se realiza cada año, generalmente es acompañada de una cena y reúne a los comunicadores del espectáculo uruguayo. Televisada desde 2010 por los principales canales privados de Montevideo los cuales eran Canal 4, Canal 5, Canal 10 y Teledoce.

## Historia
Fueron creados en los inicios de la década de 1980, de la mano del doctor Daniel Scheck que en ese momento era administrador del Diario El País.  La idea fue premiar programas y figuras de los cuatro canales de televisión de Montevideo en ese entonces; Canal 4, Canal 5, Canal 10 y Canal 12. Cada canal recibió diez y entre los premiados se destacó a cuatro con el galardón del Iris de Oro. Los premiados de la edición de 1982 fueron: Roberto Jones por la ficción El hijo, basada en el cuento homónimo de Horacio Quiroga, los periodistas Ángel María Luna, Carlos Giacosa y Julio Sánchez Padilla.
Los galardones se retomaron en 1995, cuando inició el proceso de Miguel Álvarez Montero, director de Sábado Show en ese momento, donde se premió a personalidades del espectáculo con los Premios Iris de bronce, plata y oro (aumentando la importancia).

Nuestro propósito es impulsar el espíritu creativo de la gente de nuestro país. Se trata de premiar su esfuerzo, su talento, sus ganas de hacer más y mejor esos ámbitos de la cultura y la comunicación de nuestro país.
Miguel Álvarez Montero

Hasta 2010, las ediciones de dichos Premios fueron televisadas en diferido por Canal 5, exceptuando el año 2001 que fue transmitida en directo y conducida por Rafael Goncalvez e Isabel Jorge. Se crearon los galardones Iris del público y el Iris a la trayectoria.
Desde 2010, cambiaron su forma de entrega con la elaboración de categorías específicas en diferentes rubros y la televisación rotativa en directo por los canales privados (Teledoce, Canal 4, Canal 10 y VTV). En la actualidad, algunas categorías pueden ser votadas por el público. La edición fue emitida por Teledoce conducida por Victoria Rodríguez y Rafael Villanueva. Se entregó el 16 de mayo de ese año y el ganador del máximo Premio fue el conductor Jorge Piñeyrúa.
La ceremonia de 2011 se emitió por Canal 10 el 31 de mayo. Fue presentada por las dos caras del canal, Noelia Campo y Jorge Piñeyrúa, este último ganador del Iris de oro del año anterior. El receptor de ese Premio dicho año fue Ignacio Álvarez Aguerre, periodista y conductor de Santo y Seña por Canal 4. En 2012, la entrega fue emitida por Canal 4 el 5 de junio de ese año. Fue presentada por Luis Alberto Carballo, Adriana Da Silva, Sara Perrone y Leonardo Lorenzo.
En 2013, la ceremonia se entregó el 22 de junio por primera vez en cuatro canales simultáneamente. El Iris de Oro se lo llevó el programa humorístico y de archivos Bendita TV conducido por Jorge Piñeyrúa y Claudia Fernández. La ceremonia de 2014 se presentó el 17 de septiembre de ese año entregando el galardón más importante al conductor Maximiliano de la Cruz.
La edición de 2015 fue cancelada tras no tener un acuerdo con los canales para la fecha de la ceremonia. Al año siguiente se retomaron los Premios y fueron entregados el 17 de marzo. Se estrenaron las categorías Panelista y Producción integral. La figura destacada de los años 2014 y 2015 fue el periodista deportivo, relator y conductor de Canal 10, VTV, Canal 5 y Radio El Espectador llamado Alberto Sonsol.
En la ceremonia del 2 de abril del 2017 se premió por primera vez a la labor digital en redes sociales con la categoría Revelación web, posteriormente, Influencer del año. El Iris de Oro se lo llevó la conductora del talk show Esta boca es mía, Victoria Rodríguez.
El sábado 1 de septiembre de 2018 se entregó la vigésima tercera edición. A diferencia de las anteriores cuatro ediciones, VTV no llegó a un acuerdo con El País para la televisación de la misma. Se estrenaron las categorías Talent-Show, Influencer del año y Comunicador. Además, se retomaron Testimonial y Labor periodística. MasterChef (Uruguay) fue el programa ganador del galardón más importante.

## Categorías

### Según ediciones
A continuación, se muestran las categorías que se entregaron desde 2010.
|                           | 2010       | 2010       | 2010       | 2010       | 2010       | 2010       | 2010       | 2010       | 2010       | 2010       |            |            |            |            |            |            |            |            |            |
|                           | 2010       | 2011       | 2012       | 2013       | 2014       | 2016       | 2017       | 2018       |            |            |            |            |            |            |            |            |            |            |            |
| Televisión                | Televisión | Televisión | Televisión | Televisión | Televisión | Televisión | Televisión | Televisión | Televisión | Televisión | Televisión | Televisión | Televisión | Televisión | Televisión | Televisión | Televisión | Televisión | Televisión |
| ------------------------- | ---------- | ---------- | ---------- | ---------- | ---------- | ---------- | ---------- | ---------- | ---------- | ---------- | ---------- | ---------- | ---------- | ---------- | ---------- | ---------- | ---------- | ---------- | ---------- |
| Periodístico              | Sí         | Sí         | Sí         | Sí         | Sí         | Sí         | Sí         | Sí         |            |            |            |            |            |            |            |            |            |            |            |
| Magazine                  | Sí         | Sí         | Sí         | Sí         | Sí         | Sí         | Sí         | Sí         |            |            |            |            |            |            |            |            |            |            |            |
| Entretenimientos          | Sí         | Sí         | Sí         | Sí         | Sí         | Sí         | Sí         | Sí         |            |            |            |            |            |            |            |            |            |            |            |
| Deportivo                 | Sí         | Sí         | Sí         | Sí         | Sí         | Sí         | Sí         | Sí         |            |            |            |            |            |            |            |            |            |            |            |
| Documental                | Sí         | Sí         | Sí         | Sí         | Sí         | Sí         | Sí         | Sí         |            |            |            |            |            |            |            |            |            |            |            |
| Noticiero                 | Sí         | Sí         | Sí         | Sí         | Sí         | Sí         | Sí         | Sí         |            |            |            |            |            |            |            |            |            |            |            |
| Interés general           | Sí         | Sí         | Sí         | Sí         | Sí         | Sí         | Sí         | Sí         |            |            |            |            |            |            |            |            |            |            |            |
| Humorístico               | Sí         | Sí         | Sí         | Sí         | Sí         | Sí         | Sí         | No         |            |            |            |            |            |            |            |            |            |            |            |
| Espectáculos              | Sí         | No         | Sí         | Sí         | Sí         | Sí         | No         | No         |            |            |            |            |            |            |            |            |            |            |            |
| Testimonial               | Sí         | Sí         | Sí         | Sí         | No         | Sí         | No         | Sí         |            |            |            |            |            |            |            |            |            |            |            |
| Ficción                   | Sí         | Sí         | Sí         | Sí         | No         | No         | No         | No         |            |            |            |            |            |            |            |            |            |            |            |
| Conductor                 | Sí         | Sí         | Sí         | Sí         | Sí         | Sí         | Sí         | Sí         |            |            |            |            |            |            |            |            |            |            |            |
| Conductora                | Sí         | Sí         | Sí         | Sí         | Sí         | Sí         | Sí         | Sí         |            |            |            |            |            |            |            |            |            |            |            |
| Revelación                | Sí         | Sí         | Sí         | Sí         | Sí         | Sí         | Sí         | Sí         |            |            |            |            |            |            |            |            |            |            |            |
| Conducción de Noticiero   | Sí         | Sí         | Sí         | Sí         | Sí         | Sí         | Sí         | No         |            |            |            |            |            |            |            |            |            |            |            |
| Labor humorística         | No         | Sí         | No         | Sí         | Sí         | Sí         | Sí         | Sí         |            |            |            |            |            |            |            |            |            |            |            |
| Cobertura especial        | No         | Sí         | No         | No         | No         | No         | No         | No         |            |            |            |            |            |            |            |            |            |            |            |
| Actuación en ficción      | No         | Sí         | No         | No         | No         | No         | No         | No         |            |            |            |            |            |            |            |            |            |            |            |
| Labor deportiva           | No         | Sí         | Sí         | No         | No         | No         | No         | No         |            |            |            |            |            |            |            |            |            |            |            |
| Notero / Movilero         | No         | Sí         | No         | No         | No         | No         | Sí         | No         |            |            |            |            |            |            |            |            |            |            |            |
| Labor periodística        | No         | Sí         | Sí         | Sí         | No         | No         | No         | Sí         |            |            |            |            |            |            |            |            |            |            |            |
| Programa de cable         | No         | Sí         | No         | No         | No         | No         | No         | No         |            |            |            |            |            |            |            |            |            |            |            |
| Infantil                  | No         | No         | No         | Sí         | No         | No         | No         | No         |            |            |            |            |            |            |            |            |            |            |            |
| Conducción de magazine    | No         | No         | No         | No         | Sí         | No         | No         | No         |            |            |            |            |            |            |            |            |            |            |            |
| Panelista                 | No         | No         | No         | No         | No         | Sí         | Sí         | No         |            |            |            |            |            |            |            |            |            |            |            |
| Producción                | No         | No         | No         | No         | No         | Sí         | Sí         | No         |            |            |            |            |            |            |            |            |            |            |            |
| Talent-Show               | No         | No         | No         | No         | No         | No         | No         | Sí         |            |            |            |            |            |            |            |            |            |            |            |
| Radio                     |            |            |            |            |            |            |            |            |            |            |            |            |            |            |            |            |            |            |            |
| Periodístico              | Sí         | Sí         | Sí         | Sí         | Sí         | Sí         | Sí         | Sí         |            |            |            |            |            |            |            |            |            |            |            |
| Humorístico               | Sí         | Sí         | No         | Sí         | Sí         | Sí         | Sí         | Sí         |            |            |            |            |            |            |            |            |            |            |            |
| Revista                   | Sí         | Sí         | Sí         | No         | Sí         | No         | No         | No         |            |            |            |            |            |            |            |            |            |            |            |
| Conductor de periodístico | Sí         | Sí         | Sí         | No         | No         | No         | No         | No         |            |            |            |            |            |            |            |            |            |            |            |
| Conducción                | Sí         | Sí         | Sí         | Sí         | Sí         | Sí         | Sí         | Sí         |            |            |            |            |            |            |            |            |            |            |            |
| Relator                   | Sí         | Sí         | Sí         | Sí         | Sí         | Sí         | Sí         | No         |            |            |            |            |            |            |            |            |            |            |            |
| Comentarista              | Sí         | Sí         | Sí         | Sí         | Sí         | Sí         | Sí         | No         |            |            |            |            |            |            |            |            |            |            |            |
| Personaje de humor        | No         | No         | No         | Sí         | Sí         | Sí         | No         | No         |            |            |            |            |            |            |            |            |            |            |            |
| Noticiero                 | No         | No         | No         | No         | Sí         | No         | No         | No         |            |            |            |            |            |            |            |            |            |            |            |
| Interés general           | No         | No         | No         | No         | No         | Sí         | Sí         | Sí         |            |            |            |            |            |            |            |            |            |            |            |
| Labor humorística         | No         | No         | No         | No         | No         | No         | Sí         | No         |            |            |            |            |            |            |            |            |            |            |            |
| Revelación                | No         | No         | No         | No         | No         | No         | No         | Sí         |            |            |            |            |            |            |            |            |            |            |            |
| Cine                      |            |            |            |            |            |            |            |            |            |            |            |            |            |            |            |            |            |            |            |
| Película                  | Sí         | Sí         | Sí         | Sí         | No         | No         | No         | No         |            |            |            |            |            |            |            |            |            |            |            |
| Director                  | Sí         | Sí         | Sí         | Sí         | No         | No         | No         | No         |            |            |            |            |            |            |            |            |            |            |            |
| Actuación                 | Sí         | Sí         | Sí         | Sí         | No         | No         | No         | No         |            |            |            |            |            |            |            |            |            |            |            |
| Documental                | Sí         | No         | Sí         | Sí         | No         | No         | No         | No         |            |            |            |            |            |            |            |            |            |            |            |
| Música                    |            |            |            |            |            |            |            |            |            |            |            |            |            |            |            |            |            |            |            |
| Grupo del año             | Sí         | Sí         | Sí         | Sí         | No         | No         | No         | No         |            |            |            |            |            |            |            |            |            |            |            |
| Solista del año           | Sí         | Sí         | Sí         | Sí         | No         | No         | No         | No         |            |            |            |            |            |            |            |            |            |            |            |
| Disco del año             | Sí         | Sí         | Sí         | Sí         | No         | No         | No         | No         |            |            |            |            |            |            |            |            |            |            |            |
| Música digital            | No         | Sí         | No         | No         | No         | No         | No         | No         |            |            |            |            |            |            |            |            |            |            |            |
| Revelación                | No         | No         | Sí         | No         | No         | No         | No         | No         |            |            |            |            |            |            |            |            |            |            |            |
| Canción                   | No         | No         | Sí         | Sí         | No         | No         | No         | No         |            |            |            |            |            |            |            |            |            |            |            |
| Internet y redes          |            |            |            |            |            |            |            |            |            |            |            |            |            |            |            |            |            |            |            |
| Revelación web            | No         | No         | No         | No         | No         | No         | Sí         | No         |            |            |            |            |            |            |            |            |            |            |            |
| Influencer del año        | No         | No         | No         | No         | No         | No         | No         | Sí         |            |            |            |            |            |            |            |            |            |            |            |
| Comunicador               | No         | No         | No         | No         | No         | No         | No         | Sí         |            |            |            |            |            |            |            |            |            |            |            |
| Especiales                |            |            |            |            |            |            |            |            |            |            |            |            |            |            |            |            |            |            |            |
| Iris de oro               | Sí         | Sí         | Sí         | Sí         | Sí         | Sí         | Sí         | Sí         |            |            |            |            |            |            |            |            |            |            |            |
| Iris especial             | Sí         | Sí         | No         | No         | No         | No         | Sí         | Sí         |            |            |            |            |            |            |            |            |            |            |            |
| Iris a la trayectoria     | Sí         | No         | Sí         | Sí         | Sí         | Sí         | Sí         | Sí         |            |            |            |            |            |            |            |            |            |            |            |
| Iris del público          | No         | No         | No         | Sí         | Sí         | Sí         | Sí         | Sí         |            |            |            |            |            |            |            |            |            |            |            |

### Premio Iris de Oro
Se entrega desde la segunda edición, en 1995. Se premia a lo más destacado del año. Puede ser un programa, una persona, un grupo musical, una película, entre otros. La primera edición se entregó al compositor y director orquestal uruguayo, Federico García Vigil. Si el Premio se lo lleva una persona que trabaja en un canal, es para una persona del canal, entonces cuenta como Premio para Él mismo. 
A continuación, se muestra los ganadores de este Premio cada año.
| Año  | Ganador/a             | Notas                             |
| ---- | --------------------- | --------------------------------- |
| 1983 | N/A                   | N/A                               |
| 1995 | Federico García Vigil | Compositor y director orquestal   |
| 1996 | Antonio Larreta       | Escritor, crítico de cine y actor |
| 1997 | Rubén Rada            | Cantautor                         |
| 1998 | Alberto Kesman        | Periodista deportivo              |
| 1999 | Néber Araújo          | Locutor y presentador             |
| 2000 | China Zorrilla        | Actriz                            |
| 2002 | 25 watts              | Película                          |
| 2003 | Omar Varela           | Actor y director                  |
| 2005 | Whisky                | Película uruguaya                 |
| 2006 | Vidas                 | Programa de TV                    |
| 2007 | Zona urbana           | Programa de TV periodístico       |
| 2008 | El baño del Papa      | Película uruguaya                 |
| 2009 | Esta boca es mía      | Programa de TV de Talk Show       |
| 2010 | Jorge Piñeyrúa        | Conductor y comunicador           |
| 2011 | Ignacio Álvarez       | Presentador y periodista          |
| 2012 | Jorge Esmoris         | Actor                             |
| 2013 | Bendita TV            | Programa de TV humorístico        |
| 2014 | Maxi De la Cruz       | Humorista, actor y conductor      |
| 2016 | Alberto Sonsol        | Periodista deportivo              |
| 2017 | Victoria Rodríguez    | Conductora                        |
| 2018 | MasterChef            | Telerrealidad                     |
A continuación, se muestran los medios de difusión con más Iris de Oro. 
- 1. Ninguno - 9 ediciones
- 2. Teledoce - 6 ediciones
- 3. Canal 10 - 5 ediciones
- 4. Radio Universal - 1 edición
- 4. Radio Sarandí - 1 edición
- 4. Canal 4 - 1 edición
- 4. El espectador - 1 edición

## Iris a la Trayectoria

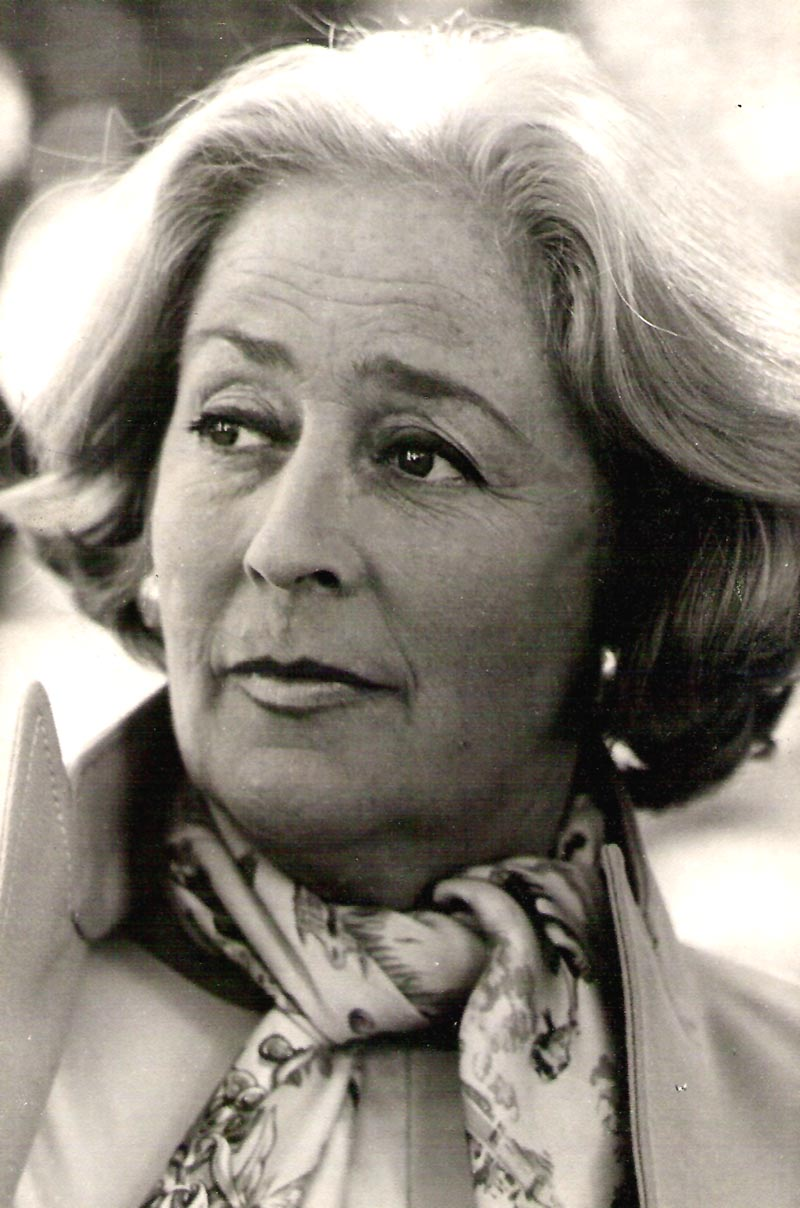
China Zorrilla.

Desde el 2003, se premia anualmente, exceptuando el 2011, el Iris a la Trayectoria. Premia a la persona que deciden los jueces. Muy importante para el país y tiene una trayectoria importante en el mismo. El único Premio que no es para lo mejor del año en esa categoría ya que puede no estar trabajando en ese año.
A continuación, se muestran los ganadores del Premio a partir de 2010.
- 2010, Cristina Morán, conductora, locutura y actriz.[12]
- 2012, China Zorrilla, actriz, comediante y directora.[13]
- 2013, Julio Sánchez Padilla, periodista, empresario y político.
- 2014, Juan Carlos López, presentador y periodista.
- 2016, Sergio Puglia, presentador, empresario y cocinero.
- 2017, Rubén Rada, cantautor, percusionista y presentador.
- 2018, María Noel Riccetto, bailarina clásica.

## Ediciones
| Edición | Producción | Fecha                              | Presentadores                                                                                 | Canal de transmisión | Audiencia |
| ------- | ---------- | ---------------------------------- | --------------------------------------------------------------------------------------------- | -------------------- | --------- |
| 1°      | 1982       | .                                  |                                                                                               |                      |           |
| 2°      | 1994       | .                                  |                                                                                               |                      |           |
| 3°      | 1995       | .                                  |                                                                                               |                      |           |
| 4°      | 1996       | .                                  |                                                                                               |                      |           |
| 5°      | 1997       | .                                  |                                                                                               |                      |           |
| 6°      | 1998       | .                                  |                                                                                               |                      |           |
| 7°      | 1999       | .                                  |                                                                                               |                      |           |
| 8°      | 2000       |                                    | Rafael Goncalvez e Isabel Jorge                                                               | Canal 5              |           |
| 9°      | 2001       | .                                  |                                                                                               |                      |           |
| 10°     | 2002       | .                                  |                                                                                               |                      |           |
| 11°     | 2004       | .                                  |                                                                                               |                      |           |
| 12°     | 2005       | .                                  |                                                                                               |                      |           |
| 13°     | 2006       | .                                  |                                                                                               |                      |           |
| 14°     | 2007       | .                                  |                                                                                               |                      |           |
| 15°     | 2008       | .                                  |                                                                                               |                      |           |
| 16°     | 2009       | Domingo 16 de mayo de 2010         | Victoria Rodríguez y Rafael Villanueva                                                        | Teledoce             |           |
| 17°     | 2010       | Martes 31 de mayo de 2011          | Jorge Piñeyrúa y Noelia Campo                                                                 | Canal 10             |           |
| 18°     | 2011       | Lunes 4 de junio de 2012           | Luis Alberto Carballo, Adriana Da Silva, Sara Perrone y Leo Lorenzo                           | Canal 4              |           |
| 19°     | 2012       | Sábado 22 de junio de 2013         | Variado                                                                                       | Canal 4, 10, 12, VTV |           |
| 20°     | 2013       | Miércoles 17 de septiembre de 2014 | Variado                                                                                       | Canal 4, 10, 12, VTV | 15,1      |
| 21°     | 2014/15    | Miércoles 16 de marzo de 2016      | Variado                                                                                       | Canal 4, 10, 12, VTV | 11,8[14]  |
| 22°     | 2016       | Domingo 2 de abril de 2017         | Variado                                                                                       | Canal 4, 10, 12, VTV |           |
| 23°     | 2017       | Sábado 1 de septiembre de 2018     | Victoria Rodríguez, Soledad Ortega, Jorge Piñeyrúa, Catalina Ferrand y Orlando Petinatti.[15] | Canal 4, 10 y 12     | 14,2[16]  |